# 塞斯科 (阿列日省)
塞斯科（法語：Cescau，法語發音：[sɛsko]）是法国阿列日省的一个市镇，属于聖日龍區。

## 地理
塞斯科（42°55'52"N, 1°2'21"E）面积5.32 平方千米，位于法国奧克西塔尼大區阿列日省，该省份为法国西南部内陆省份，西部和北部与上加龙省接壤，东临奥德省，东南至东比利牛斯省接壤，南与安道尔和西班牙接壤。
与塞斯科接壤的市镇（或旧市镇、城区）包括：阿鲁、欧德雷桑、巴拉盖尔、库斯朗地区卡斯蒂永、昂戈梅。

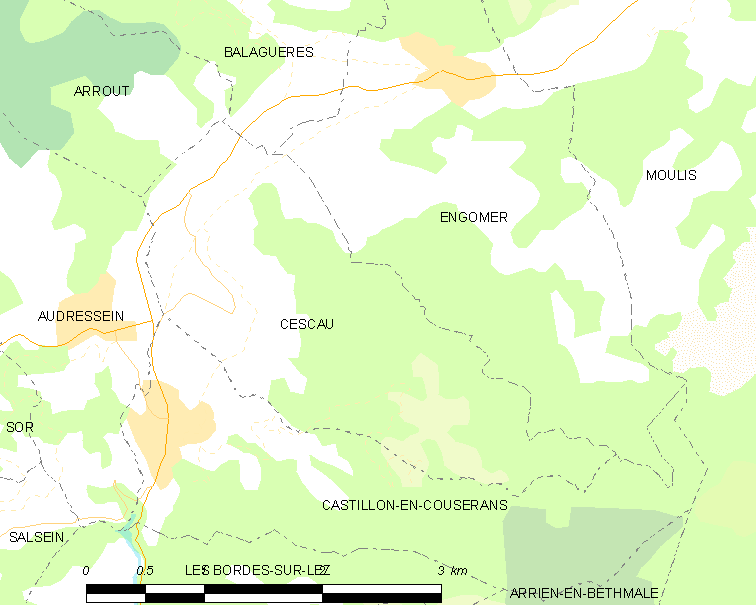
的OSM定位图

塞斯科的时区为UTC+01:00、UTC+02:00（夏令时）。

## 行政
塞斯科的邮政编码为09800，INSEE市镇编码为09095。

## 政治
塞斯科所属的省级选区为库斯朗西县。

## 人口

1962-2008年间人口变化图示

塞斯科于2022年1月1日时的人口数量为162人。